# Dudony
Dudony foi uma rede brasileira de lojas de varejo.

## História
Fundada em 1988 como distribuidora, em 1992 inaugurou sua primeira loja em Maringá, no Paraná e com o tempo ganhou espaço no restante do estado e na capital. Posteriormente entrou no interior de São Paulo. A rede, até 2009, era a maior do Paraná com 110 lojas, empregando cerca de dois mil e quinhentos funcionários. Com três áreas de armazenagem e distribuição com onze mil metros quadrados localizadas em Maringá, cidade sede da empresa.
Em dezembro de 2008 a rede entrou com pedido de recuperação judicial na 1ª Vara Cível de Maringá, sendo deferido pelo juiz Mário Seto Takeguma.
Em fevereiro de 2009 a rede colocou à venda 11 lojas no estado de São Paulo. A dívida da Dudony chegou a ultrapassar os R$ 100 milhões.

### Baú da Felicidade Crediário
Em junho de 2009 o Grupo Silvio Santos comprou a rede pela quantia de R$25,6 milhões. Valor equivalente a aproximadamente 25% da dívida, que teria o pagamento escalonado até 2014, com exceção de R$393 mil referentes a pendências trabalhistas, que deveriam ser desembolsados no prazo de um ano.